# Nogomet na Azijskim igrama 2006.
Nogometna natjecanja na 15. azijskim igrama su se odvijala u dva dijela: prvi je bio ligaški, u dva kruga, a zatim se igralo po kup-sustavu.

## Mjesta i vrijeme odigravanja
Susreti su se igrali u katarskom gradu Dohi od 18. studenog od 15. prosinca 2006. Susret kojim se otvorilo nogometni turnir se odigrao 14 dana prije ceremonije kojom se otvorilo igre.
Susreti su se igrali na ovim stadionima:
- stadion Al-Wakra, Al-Wakra
- stadion Al-Ahly, Doha
- stadion Umm-Affai, Al-Rayyan
- stadion Al-Gharrafa, Doha
- stadion SC Qatara, Doha
- stadion Jassim Bin Hamad (Al-Sadd), Doha
- stadion Grand Hamad (Al-Arabi), Doha

## Sudionici
Na ovom turniru je sudjelovalo 30 sastava u muškoj konkurenciji i 8 u ženskoj.

## Natjecateljski sustav
Gornja dobna granica za muške sastave je bila 23 godine, kao i za Olimpijske igre, a bilo je dopušteno imati troje igrača iznad te dobi u sastavu.

### Povlačenje i suspenzija
Turkmenistan i Jemen su se povukli s natjecanja prije svojih prvih utakmica. Organizatori su zbog ovoga najavili novi natjecateljski sustav. Umjesto prvotno predviđene šeme po kojoj bi samo pobjednik u skupini išao u 2. krug, po novoj šemi je i drugi iz skupine išao dalje.
Kasnije je i Indija najavila povlačenje, no ipak su sudjelovali na turniru na načelu "nikakvog troška državi" Iranska nogometna reprezentacija "ispod 23" je izbačena s natjecanja prije njihovog prvog susreta zbog suspenzije koju im je odredila FIFA.
No, FIFA je ukinula suspenziju Irancima 26. listopada 2006. tako da su se na vrijeme vratili na turnir da bi odigrali utakmice u skupini "D", a Irak je bio vraćen u skupinu "E". Dva preostala drugoplasirana iz prvog kruga, Kirgistan i Sirija su morala ponovno izvući skupinu u koju će ići. Tadžikistan je ispao iz natjecanja.

## 2. krug

### Skupina 1
```
Por.  Država   Ut  Pb  N Pz  Ps:Pr RP Bod 
1. Uzbekistan   3   3  0  0   6:2  +4  9 
2. Katar        3   2  0  1   7:2  +5  6
3. UAE          3   0  1  2   3:7  -4  1
4. Jordan       3   0  1  2   2:7  -5  1
```

### Skupina 2
```
Por.  Država   Ut  Pb  N Pz  Ps:Pr  RP Bod 
1. J.Koreja     3   3  0  0   6: 0  +6  9 
2. Bahrein      3   2  0  1   7: 3  +4  6
3. Vijetnam     3   1  0  2   6: 5  -1  3
4. Bangladeš    3   0  0  3   2:13 -11  0
```

### Skupina 3
```
Por.  Država   Ut  Pb  N Pz  Ps:Pr RP Bod 
1. Tajland      3   3  0  0   4:0  +4  9  
2. Kuvajt       3   2  0  1   5:1  +4  6
3. Kirgistan    3   0  1  2   3:5  -2  3
4. Palestina    3   0  1  2   0:6  -6  0
```

### Skupina 4
```
Por.  Država   Ut  Pb  N Pz  Ps:Pr RP Bod 
1. Iran         3   3  0  0   7:2  +5  9  
2. Hong Kong    3   1  1  1   3:3  +0  4
3. Indija       3   1  1  1   3:4  -1  4
4. Maldivi      3   0  0  3   2:6  -4  0
```

### Skupina 5
```
Por.  Država   Ut  Pb  N Pz  Ps:Pr RP Bod 
1. Kina         3   3  0  0   6:2  +4  9  
2. Irak         3   2  0  1   6:1  +5  6
3. Oman         3   1  0  2   4:5  -1  3
4. Malezija     3   0  0  3   2:10 -8  0
```

### Skupina 6
```
Por.  Država   Ut  Pb  N Pz  Ps:Pr RP Bod 
1. NDR Koreja   3   2  1  0   3:1  +2  7  
2. Japan        3   2  0  1   5:4  +1  6
3. Sirija       3   1  1  1   2:1  +1  4
4. Pakistan     3   0  0  3   2:6  -4  0
```

## Četvrtzavršnica
9. prosinca 2006.

Iran - Kina 2:2 (1:0, 1:1), 8:7 na jedanaesterce
Uzbekistan - Irak 1:2 (1:1, 1:1) 
Tajland - Katar 0:3 (0:1)
Južna Koreja - Sjeverna Koreja 3:0 (2:0)

## Poluzavršnica
12. prosinca 2006.

Irak - J.Koreja 1:0 (1:0)

Katar - Iran 2:0 (1:0)

## Susreti za odličja
- za 3. mjesto:

J.Koreja - Iran 1:0 (0:0; 0:0)
- završnica, za 1. mjesto:

Katar - Irak 2:0 (1:0)